# Apostenus annulipes
Apostenus annulipes är en spindelart som beskrevs av Lodovico di Caporiacco 1935. Apostenus annulipes ingår i släktet Apostenus och familjen månspindlar. Inga underarter finns listade i Catalogue of Life.